# میشائیل مندل
میشائیل مندل (انگلیسی: Michael Mendl؛ زادهٔ ۲۰ آوریل ۱۹۴۴) یک هنرپیشه اهل آلمان است.
از فیلم‌ها یا برنامه‌های تلویزیونی که وی در آن نقش داشته‌است می‌توان به سقوط اشاره کرد.